# Apsarasa
Apsarasa es un  género  de lepidópteros perteneciente a la familia Noctuidae. Es originario del Sudeste de Asia.

## Especies
- Apsarasa praslini Boisduval, 1832
- Apsarasa radians Westwood, 1848